# Рани јади
Рани јади је збирка прича српског писца Данила Киша и први део трилогије Породични циркус. Објављена је 1970. године, с тим што је прича под називом 'Еолска харфа' додата 1983. године. Ова књига, заједно са романима Башта, пепео и Пешчаник, припада такозваном породичном циклусу романа Данила Киша. Намењена је, како стоји у поднаслову, „за децу и осетљиве“. У збирци Рани јади се кроз неколико прича осликава лични развој дечака Андреаса Сама.
Ова збирка жанровски спада у аутобиографску збирку за децу и младе с обзиром да говори о раном детињсту и одрастању самог писца.
Писац је добио Андрићеву награду за ово дело.

## Анализа дела
Радња приче се дешава у Мађарској почетком Другог светског рата.
Главни лик у причи и носитељ радње је дечак, чије године нису тачно прецизиране, Андреас Сам осећајан и осетљив, који потиче из веома сиромашне породице.
Има изузетну способност да запажа лепе и наизглед неважне детаље око себе као што су звуци, мириси, лишће...
Из те способности је и проистекла велика љубав према природи.
Теме у збирци су оне свакодневне, животне. Догађаји без икаквог драмског набоја и без неке велике повезаности. Мајка и сестра се појављују у скоро свакој причи, док се фигура оца провлачи само на кратко, више као сећање или силуета. То произилази из чињенице да је отац писца одведен и стрељан у логор Аушвиц, па самим тим није имао материјала да убаци више фигуру оца у збирку.

## Приче из збирке

#### С јесени, кад почну ветрови
У првој причи збирке се упознајемо са дечаком који сакупља кестење на травњаку. Нема никакве радње, нема догађаја – једноставно се описује дечак током игре.
Други део ове приче говори о младој девојци црвене косе, а као најважнији мотив намеће се њен парфем, она мирише на љубичице. Тешко је протумачити зашто се тај мотив нашао баш на овом месту, претпоставка је да се ради о некој врсти увертире у приче у којима мириси, али и друге ситнице играју важну улогу.

#### Улица дивљих кестенова
Током приче са непознатом особом, приповедач покушава да сазна где се налази улица дивљих кестенова у којој је он некад живео са својом породицом. Описује како је та улица изгледала пре рата, наводи да се она пре звала Бемова улица, али нико од садашњих становника не зна и не може да претпостави о којој улици он прича.
На крају налази место на коме се некад налазила његова кућа. Тамо сада станује професор Смердел у новоизграђеној троспратници.

#### Игра
Прича говори о човеку који кроз кључаницу проматра некога ко, како он каже, није Андреас, него Макс Ахашверош, трговац гушчјим перјем. Са злурадим задовољством зове Марију, како би јој показао да то није њен Плави Дечко, него његова крв, унук Макса Лутајућег.
Може се закључити да је човек који гледа кроз кључаницу заправо Андреасов отац, који посматра Андреаса док се играо у соби. Ишао је од слике до слике и водио разговоре с имагинарним ликовима, наговарајући их да купе нешто од њега. Видевши тај призор, његов отац у лику свог сина препознаје свог оца, трговца. У овој се причи на необичан начин говори о јеврејском пореклу и немогућности бега од њега. То потврђује и прича о Циганки коју дечаку пре спавања прича мајка.

#### Погром
Дечак прича о важном догађају који се одвијао у његовој улици. Не открива тачну радњу или детаље, каже само да су сви негде јурили и да им се он придружио јер је, како каже, мислио да ће тако да схвати сва та збивања која су га тих дана потресала.
Описујући ту гомилу људи која се гурала, приповедач нам дочарава атмосферу те зимске ноћи виђену очима збуњеног детета. Убрзо се сазнаје да се ради о подели хране, људи су грабили брашно, шећер, шта је ко стигао. Дечак није уграбио ништа, али му се нека непозната жена смиловала и даровала му конзерву шпагета. Из ове приче сазнајемо да је време збивања радње већ ратни период.

#### Прича од које се црвени
Дечак је сањао како прича са својим школским другом, Галом, те како је током тог разговора морао да мокри. Његов пријатељ предложио је како ће да га заклони да га не би видела нека девојчица. Како је већ је било време за полазак на наставу, а Андреас још није престајао да мокри. Због тога је рекао Галу да пође, а да ће он да му се прикључи касније.
Одједном се буди и схвата да се то што је сањао десило и на јави и да се помокрио у кревет. Буди мајку и говори јој што је учинио.
Истог тог дана седи у школи поносан јер је учитељица Риго пред читавим разредом читала његов састав који је опет најбољи у разреду.

#### Серенада за Ану
Дечак је чуо буку испод прозора и помислио како су дошли неки људи да убију његовог оца. Та реченица доста говори о страху који је Андреас осећао. Међутим, убрзо након тога, зачуо је виолину и закључио да то нису крвници, него дечак заљубљен у његову сестру Ану. Дошао је да јој свира и пева под прозор.
Мајка је Ани рекла да је обичај да се тада упали шибица и стане уз прозор, што је Ана и учинила. Ујутру су у прозору нашли црвене руже које је заљубљени младић оставио. Андреас је знао о коме се ради, био је то Фукс Млађи.

#### Ливада у јесен
После неког времена на ту празну ливаду долази његов отац са штапом и гледа шта је то јесен учинила некад бујном растињу. У свему томе проналази папир на земљи, а на њему рецепт за умак од кисељака на немачком језику. Читајући га, одмахивао је главом не слажући се са ониме што је на њему писало. Затим окреће другу страну и с осмехом примети да се на папиру налазио измет. Након тога одлази с ливаде, носећи под руком свој хербаријум са цвећем и узорцима разноразног биља.

#### Вереници
Наратор ову причу смешта у период када је Андреас имао 8 година. Дечак је седео у колима сена, а отац је причао са неким сељаком. Не знајући да ли га је отац приметио, Андреас се скупио у сену и слушао разговор о самом себи.
Отац је сељаку рекао како је Андреас постао прави мангуп и, наслућујући коју ће причу отац да исприча сељаку, одлучи због срама да не слуша даљњи разговор. Радило се о игри жмурке коју су Андреас и његови пријатељи играли тако што се скривали у паровима, па се он сакрио заједно са Јулијом Сабо. Лежали су тако скривени на слами и одлучили да се пољубе. Затекао их је њихов пријатељ Фаркаш и почео да их задиркује, због чега је Јулија плакала, а Андреас ударио Фаркаша који се онда пожалио Андреасовој сестри Ани.
Андреас је због срама одлучио да се више никада не врати кући, али онда је на сестрине позиве ипак одлучио да промени мишљење. Надао се да она о томе није никоме ништа рекла, али сада је сазнао да су све о томе знали и његов отац и мајка.

#### Замак осветљен сунцем
Андреас је за господина Молнара чувао краву која се звала Наранџа. Међутим, крава се изгубила и више није могао да је нађе, а знао је да је Наранџа била најбоља крава господина Молнара и да му он то никад неће опростити. Одлучио је да је тражи докле год је не нађе. Друштво му је у потрази правио његов пас кога је звао Динго. Андреас је изгубио краву из вида јер је другима препричавао радњу „Капетана сребрног звона“. Дечак разговара с Дингом и смишља све могуће сценарије, али на крају сусреће Вирага који му говори да су му пронашли Наранџу.

#### Ливада
Андреас и његова сестра Ана имали су шугу, због чега је Андреас морао код лекара по сумпор како би се излечили. Међутим, нису имали довољно новца и дечак је то знао па се припремао на нелагодност коју ће да осети пред лекаром. Кад је дошао лекару, овај му је дао сумпор иако је видео да Андреас нема довољно новца да за њега плати.

#### Кад ми биште косу
Учитељица Риго рекла је Андреасу да остане после наставе, а он је знао и зашто, опет је требао да јој очисти кокошињац. Није волео то да ради, не само због неугодних мириса, него и због неугоде коју је осећао кад би га учитељица након тога позвала на јело. Тако је било и овај пут.
Након што се Андреас опрао, закуцао је на врата куће учитељице Риге која му је припремила јело. Међутим, Андреас није могао да једе јер су га сви проматрали. Касније те вечери, мама и Ана чистиле су Андреасову главу од ваши које је покупио радећи у кокошињцу.

#### Прича о печуркама
Још једна тужна прича која говори о сиромаштву дечака и жељи за храном. Шетао је са мајком и сестром шумом када су на једном месту пронашли много печурака. Брали су их и са нестрпљењем чекали да стигну кући како би их мајка спремала за јело. У повратку ка кући су срели господина Хорвата који се чудио за шта ће им толике отровне печурке.
Тужни и разочарани су оставили свој плен и гладни наставили даље до куће.

#### Мачке
У причи се говори о томе како је дечак донео тешку одлуку да из најбоље намере учини најгоре дело. У јорговану иза куће, Андреас је пронашао три мачета која су била слепа. Неко их је одвојио од мајке. Дечак им је донео хлеб и млеко не знајући да они не умеју сами да се хране.
Сутрадан је отишао да их обиђе и схвативши да ништа не једу већ само тужно цвиле одлучио је да им скрати муке тако што ће их убити и сахранити. У целој збирци Рани јади ово је једна од најупечатљивијих сцена у којој дечак доноси тешку одлуку из најбоље намере.

#### Крушке
Прича Крушке је једна од краћих прича, али доноси упечатљиву слику из детињства која се задржава у човеку кроз цео живот.
У причи се говори о сељанкама које су скупљале крушке бирајући зрелије и сочније. За разлику од њих Андреас их бира тако што их помирише, а госпођа Молнар га исмева поредећи га са псом. Омаловажава га уз подругљиве коментаре, не схватајући да је дечак у дружењу са природом развио способност коју многи немају, а то је да око себе примећује само лепе ствари.

#### Коњи
Кућа у којој су живели је некада била коњушница, па се смрад осећао на све стране, на шта су они навикли. У кућу им долази војник који их обавештава да је њихов коњ Султан на самрти. Очекивало се да угине и кобила Була, јер је нестало сена тако да су коњи умирали од глади. Због страха од мајорових грдњи војници су канапима везивали коње како би стајали усправно.
Следећег јутра је Андреас затекао мртве коње. Мајор је беснео на војнике, након чега су они коње одвукли на коњско гробље. Дечак и пас су их пратили.

#### Човек који је долазио из далека
У овој причи се говори о сусрету дечака са случајним пролазницима. Данима су војници пролазили поред њихове куће, а дечак их је посматрао скривен у крошњи јоргована. Када је све утихнуло почела је да му недостаје та бука коју су правили својим проласцима.
Обрадовао се случајним пролазницима и позвао их да сврате како би се окрепили и напојили мазге. Човек је био странац који је журио, али су успели некако да се споразумеју. Дечак га је питао да ли је негде видео његовог оца и описивао је како му отац изгледа. Случајни пролазник је најпре стрпљиво одговарао на питања а онда је закључио да га дечак завитлава. Није могао ни да претпостави колика жеља је горела у дечаку да сазна нешто о свом оцу. Да сазна било шта.

#### Из баршунастог албума
Ова прича се састоји од седам мањих прича од којих је свака означена бројем.
У првој причи се говори о томе да се дечак са сестром и мајком враћао кући носећи сакупљене шишарке. Видевши светло у кући, најпре је помислио да се отац вратио, али ту га је дочекала стрина Ребека држећи свећњак у руци. Иако је свећњак био седмокраки, само једна свећа је горела. Та слика ће му заувек остати у сећању као и злокобни поглед стрине Ребеке.
У другој причи се говори о његовом стрицу Андреју, који је једини рођак који се вратио после госпође Ребеке. Са собом је донео тужне логорске песме и копао је по земљи тражећи нешто.
Трећа прича говори о пожртвованости мајке која покушава њега и сестру да склони са њиве како не би морали да се муче. Желела је да направи машину за штрикање, али пошто није имала потребне делове, наставила је да штрика ноћу уз светлост петролејске лампе. Мајка је имала спретне руке и сваки њен рад је био уникатан, али временом су жене из села почеле да је опонашају. Без обзира на њен рад и труд, посла је било све мање и мање.
У четвртој причи се говори о пртљагу који дечак носи са собом у воз, а који му је посебно драгоцен. Све што је кришом спаковао у свеске везивало га је за оца, једини материјални доказ да је и он некада имао оца.
Пета прича се надовезује на претходну, јер у њој писац из перспективе одраслог говори о својој ђачкој књижици коју је сачувао као сећање на његово детињство.
У шестој причи писац укратко оживљава сећање на своје професоре.
Седма прича се односи на пишчево размишљање о томе зашто су са собом понели неке неважне ствари, док су оне битније оставили. Сам изводи закључак да за његову мајку неке ситнице имају посебну вредност, јер је асоцирају на нешто.

#### Дечак и пас
Ову дирљиву причу у ствари прича пас Динго. Најпре прича о свом пореклу, а затим о својој великој љубави и блискости са дечаком Андреасом. Кључни моменат у овој причи је да су се дечак и пас добро слагали, јер су имали сличне туге. Пас је патио за својом породицом, а дечак је патио за оцем. Пас предосећа да ће га дечак напустити што се показало као истинито.

#### Писмо
Овде се говори о томе како дечак шаље писмо господину Берклију питајући га како је пас Динго. Чак му шаље и нешто новца како би псу купио коњско месо, знајући да то воли. Истовремено се дечак присећа растанка са псом што у њему буди неописиву тугу. Присећао се момента како је Динго трчао за колима а кочијаш га је бичевао како би се вратио назад.

#### Одговор
Одговор садржи одговор господина Берклија дечаку у коме му саопштава тужну вест. Јавља му да је Динго тог дана дошао тужан и испребијан кући. Одбијао је храну, а сутрадан је угинуо од туге и задобијених повреда. Између осталог у писму му господин Беркли шаље и нешто новца како би могао себи да купи наливперо и да му напише и пошаље састав.

#### Еолска харфа
Дечак прича како је имао харфу када је имао 9 година. Описује је као електричну дрвену бандеру са 6 пари жица везаних за порцеланске изолаторе који личе на распарен комплет за чај. Даље кроз причу објашњава шта је све потребно да би се добила еолска харфа. А затим да је потребно наслонити уво на бандеру и слушати њен звук. Тог момента она престаје да буде бандера и постаје харфа а да би се нешто чуло потребна је самоћа.
Наговештава да и њен звук не може чути свако, већ само онај ко се разуме у музику. Напомиње и да је њему харфа рекла да ће престати да ради као слуга код господина Молнара, да ће напустити уџерицу која уместо пода има набијену земљу. Рекла му је да му се отац никада неће вратити, да ће му мајка умрети, да ће имати 1500 оловака, 200 налив пера и 5000 књига. Харфа му је такође рекла да ће срести девојку коју ће вечно волети, да ће много путовати и да ће написати причу о еолској харфи од електричних бандера и жица.